# Мушиту, Даниель
Даниэль Мушиту (швед. Daniel Mushitu; 22 февраля 2000 года, Швеция) — шведский футболист, нападающий. С 2016 год выступает за шведский клуб «АИК».

## Биография
В 2016 году перебрался в систему футбольного клуба «АИК». С сезона 2017 года стал подпускаться к тренировкам с основным составом.
29 мая 2017 года дебютировал на поле в поединке шведского чемпионата против «Мальмё», выйдя на замену на 90-й минуте вместо Симона Терна.